# سیمون باستونی

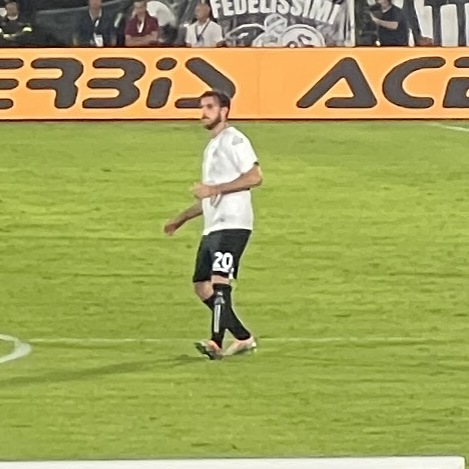
سیمون باستونی در سال ۲۰۲۲

سیمون باستونی (انگلیسی: Simone Bastoni؛ زادهٔ ۵ نوامبر ۱۹۹۶) بازیکن فوتبال اهل ایتالیا است که برای باشگاه اسپتزیا بازی می‌کند.
وی همچنین در تیم‌های ملی فوتبال زیر ۱۸ سال ایتالیا و زیر ۱۹ سال ایتالیا بازی کرده‌است.